# (22065) Colgrove
(22065) Colgrove (2000 AZ99) – planetoida z grupy pasa głównego asteroid okrążająca Słońce w ciągu 3,74 lat w średniej odległości 2,41 j.a. Odkryta 5 stycznia 2000 roku.